# El Agheila
El Agheila (àrab: العقيلة, al-ʿUqayla) és una ciutat situada al fons del golf de Sidra a la Cirenaica occidental a Líbia. L'any 2001 estava administrativament dins del districte d'Ajdabiya. El 2007, El Agheila va ser ubicada dins del districte d'Al Wahat engrandit.
El Agheila va ser l'escenari de diverses batalles durant la Segona Guerra Mundial, durant la campanya del nord d'Àfrica.

## Història

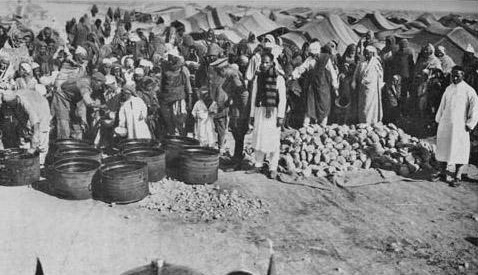
Camp de concentració d'El Agheila

El Agheila és el lloc on estava la ciutat fortificada romana Anabucis i la seva precursora grega Automala.
Durant l'ocupació italiana de Líbia, aquesta ciutat va ser el lloc on es trobava un camp de concentració italià, dirigit per les tropes colonials italianes, per als beduïns, i milers d'ells van morir-hi.

### Segona Guerra mundial

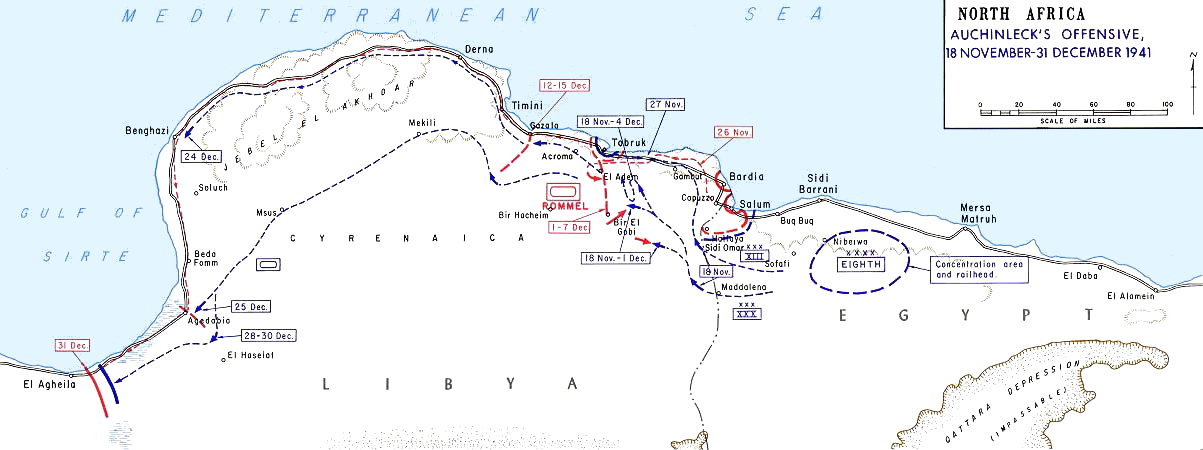
Operació Crusader (1941) amb El Agheila a sota a l'esquerra

El febrer de 1941, El Agheila va ser capturada per la Western Desert Force britànica a continuació de la seva destrucció per l'exèrcit italià en l'operació Compass. L'Afrika Korps alemanya dirigida per Erwin Rommel va fer una ofensiva per a reconquerir-la.

### Guerra civil de Líbia
Durant la Guerra Civil de Líbia, l'any 2011, aquesta ciutat va ser capturada per les forces anti-Muammar Gaddafi, però va tornar a passar a mans de les forces governamentals dues vegades.